# Asnières-sur-Seine

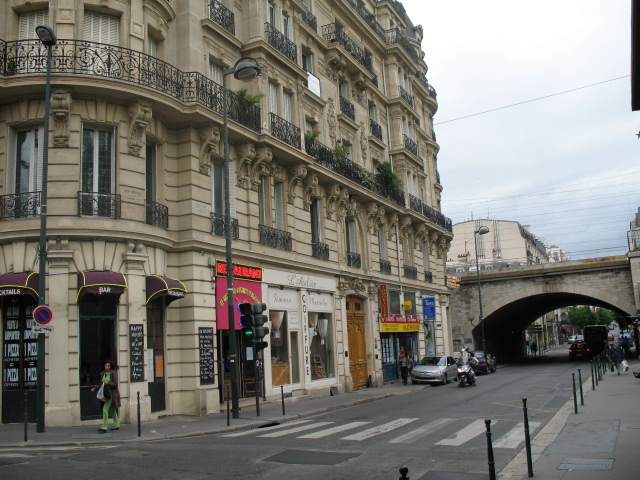
Ulica w Asnières-sur-Seine

Położenie Asnières-sur-Seine w ramach aglomeracji paryskiej

Asnières-sur-Seine (wymowaⓘ) – miejscowość i gmina we Francji, w regionie Île-de-France, w departamencie Hauts-de-Seine.  Przez miejscowość przepływa Sekwana.
Do 1968 Asnières, od średniowiecznego łacińskiego Asnerias – hodowla osłów. sur-Seine dodano dla odróżnienia od innych gmin noszących nazwę Asnières.
Według danych na rok 2012 gminę zamieszkiwało 83 845 osób, a gęstość zaludnienia wynosiła 17 111 osób/km². Wśród 1287 gmin regionu Île-de-France Asnières-sur-Seine plasuje się na 690. miejscu pod względem powierzchni.

## Współpraca
- Spandau, Niemcy